# Zorro – das Geheimnis von Alamos
Zorro – das Geheimnis von Alamos (Originaltitel: La venganza del Zorro) ist ein spanisch-französischer Abenteuerfilm, der sich des Zorro-Charakters bedient. Der 1962 entstandene Film erfuhr mit Zorro, der schwarze Rächer eine Fortsetzung und wurde im deutschsprachigen Raum am 5. Oktober 1962 erstaufgeführt.

## Handlung
Der legendäre maskierte Freiheitskämpfer Zorro hat einen Kriminellen im Kampf der mexikanischen Revolutionäre mit der amerikanischen Armee getötet und sich daraufhin von seiner Rolle zurückgezogen. Nun lebt er als wohlhabender Don José de la Torre in einer kalifornischen Kleinstadt. Als Billy, der Bruder des Toten, zusammen mit einer Gruppe Banditen sich daran macht, an Zorro Rache zu üben, statten sie einen ihrer Leute mit dessen Kostüm und Maske aus, worin er allerlei Unheil anrichtet und die Gegend terrorisiert. Don Josés bester Freund stirbt bei einem Überfall, seine Braut wird entführt – da wird der echte Zorro wieder aktiv, bekämpft die Banditen und wäscht seinen Namen wieder rein.

## Kritik
Das Lexikon des internationalen Films schreibt: „Solider Abenteuerfilm, einzig an Oberflächenspannung interessiert.“